# Colosso de Rodes
Gravura do século XIX do Colosso de Rodes.
O Colosso de Rodes (em grego clássico: ὁ Κολοσσὸς Ῥόδιος) foi uma estátua do titã-deus do Sol da mitologia grega, Hélios, erguida na cidade de Rodes, na ilha homônima, por Carés de Lindos em 280 a.C. Uma das sete maravilhas do mundo, foi construído para comemorar a vitória de Rodes contra o governante macedônio Antígono Monoftalmo, cujo filho, Demétrio I, sem sucesso, sitiou Rodes em 305 a.C. De acordo com a maioria das descrições contemporâneas, o Colosso tinha aproximadamente 70 côvados, ou 33 metros, altura aproximada da Estátua da Liberdade (dos pés à coroa), o que o tornava uma das mais altas estátuas do mundo antigo. O monumento foi destruído durante um terremoto de 226 a.C. e nunca foi reconstruído.
Em 2015, foram anunciados planos preliminares sobre a construção de um novo Colosso no porto de Rodes, embora a localização real do original ainda permaneça incerta.

## Cerco de Rodes
No final do século IV a.C., Rodes, aliada de Ptolomeu I do Egito, impediu uma invasão em massa encenada por seu inimigo comum, Antígono Monoftalmo. Em 304 a.C., uma força de socorro de navios enviados por Ptolomeu foi enviada para ajudar Rodes, o que forçou a retirada das tropas do rei macedônio Demétrio, filho de Antígono, que promovera um longo cerco à ilha na tentativa de conquistá-la. Demétrio era filho do general Antígono, que herdou de Alexandre uma parte do Império Selêucida. O material utilizado na escultura foi obtido da fundição dos armamentos que os macedônios ali abandonaram. Para comemorar sua vitória, o povo de Rodes vendeu o equipamento deixado para trás por 300 talentos e decidiu usar o dinheiro para construir um estátuas colossal de seu deus patrono, Hélios. A construção foi deixada para a direção de Carés, um nativo de Lindos, em Rodes, que já tinha trabalhado com estátuas de grande escala. Seu professor, o escultor Lísipo, tinha construído uma estátua de bronze de 22 metros de altura de Zeus em Tarento.

## Construção

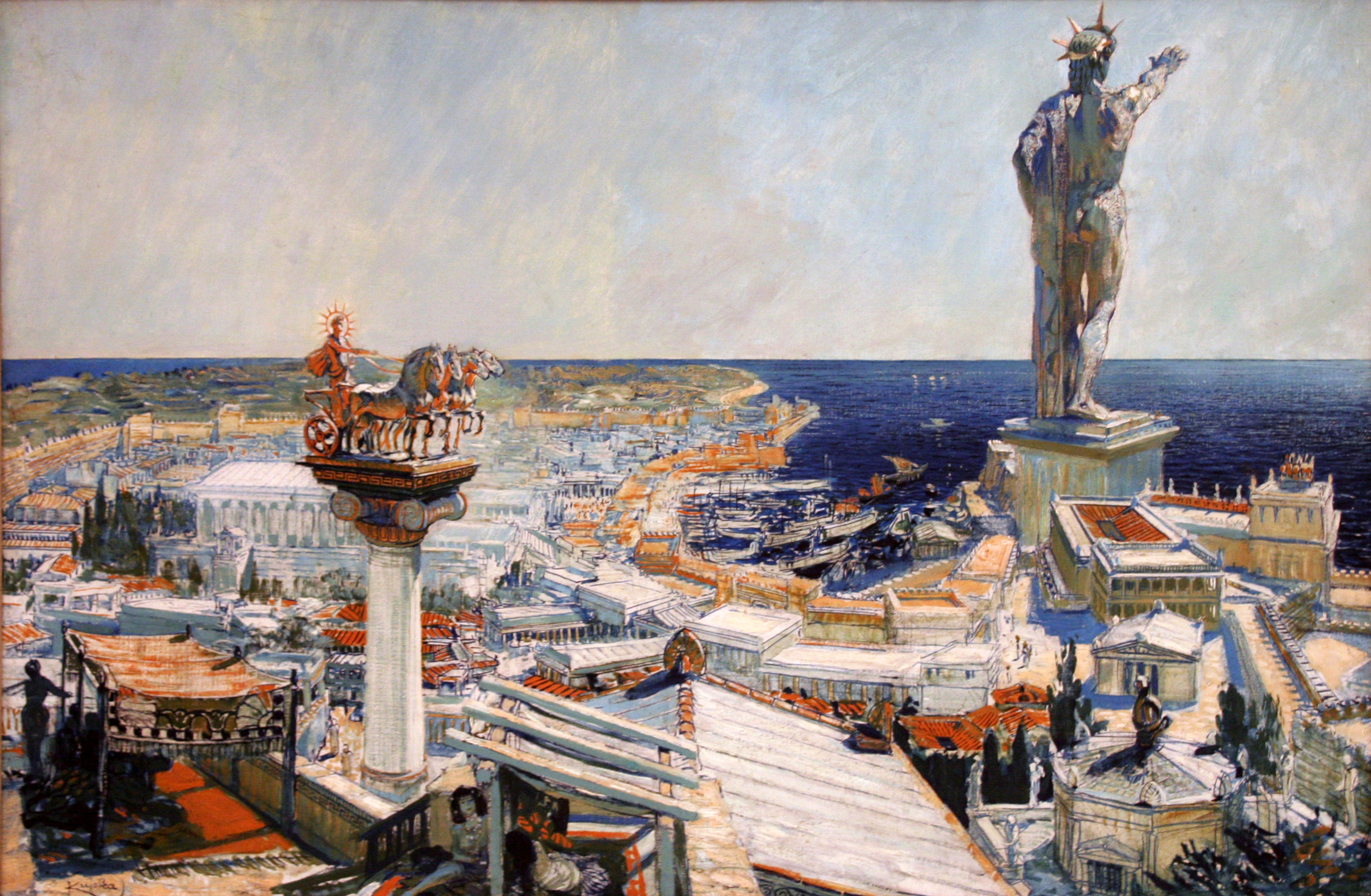
Representação artística de Rodes e seu colosso

Segundo relatos antigos, os quais diferem em algum grau, a construção começou em 292 a.C. e descreve uma estrutura com barras de ferro para amarrar placas de latão, que foram fixadas para formar a pele da estátua. O interior da estrutura, que estava em um pedestal de mármore branco de 15 metros de altura perto da entrada do porto de Mandraki, foi então preenchido com blocos de pedra, conforme a construção progrediu. Outras fontes colocam o Colosso em um quebra-mar no porto. De acordo com a maioria das descrições contemporâneas, a estátua em si tinha cerca de 70 côvados, ou 33 metros de altura. Grande parte do ferro e do bronze foi reforjada das várias armas que o exército de Demétrio deixou para trás. As porções superiores foram construídas com a utilização de um grande rampa de barro. Durante a construção, os trabalhadores acumularam montes de terra nas laterais do colosso. Após a conclusão, toda a terra foi removida. Após doze anos, em 280 a.C., a estátua foi concluída. Preservada em antologias gregas de poesia, este é o que se acredita ser o texto dedicado ao Colosso.
Para ti, ó Sol, o povo dório de Rodes ergueu esta estátua de bronze que alcança o Olimpo, quando eles pacificaram as ondas de guerra e coroaram a sua cidade com os despojos retirados do inimigo. Não só sobre os mares, mas também em terras que eles acendem a linda tocha da liberdade e independência. Aos descendentes de Hércules pertence o domínio sobre o mar e a terra.
Engenheiros modernos propuseram uma hipótese plausível para a construção da estátua, baseada na tecnologia daquela época (que não era baseada nos princípios modernos de engenharia sísmica) e nos contos de Fílon de Alexandria e Plínio, o Velho, que viram e descreveram os restos do monumento.

## Postura

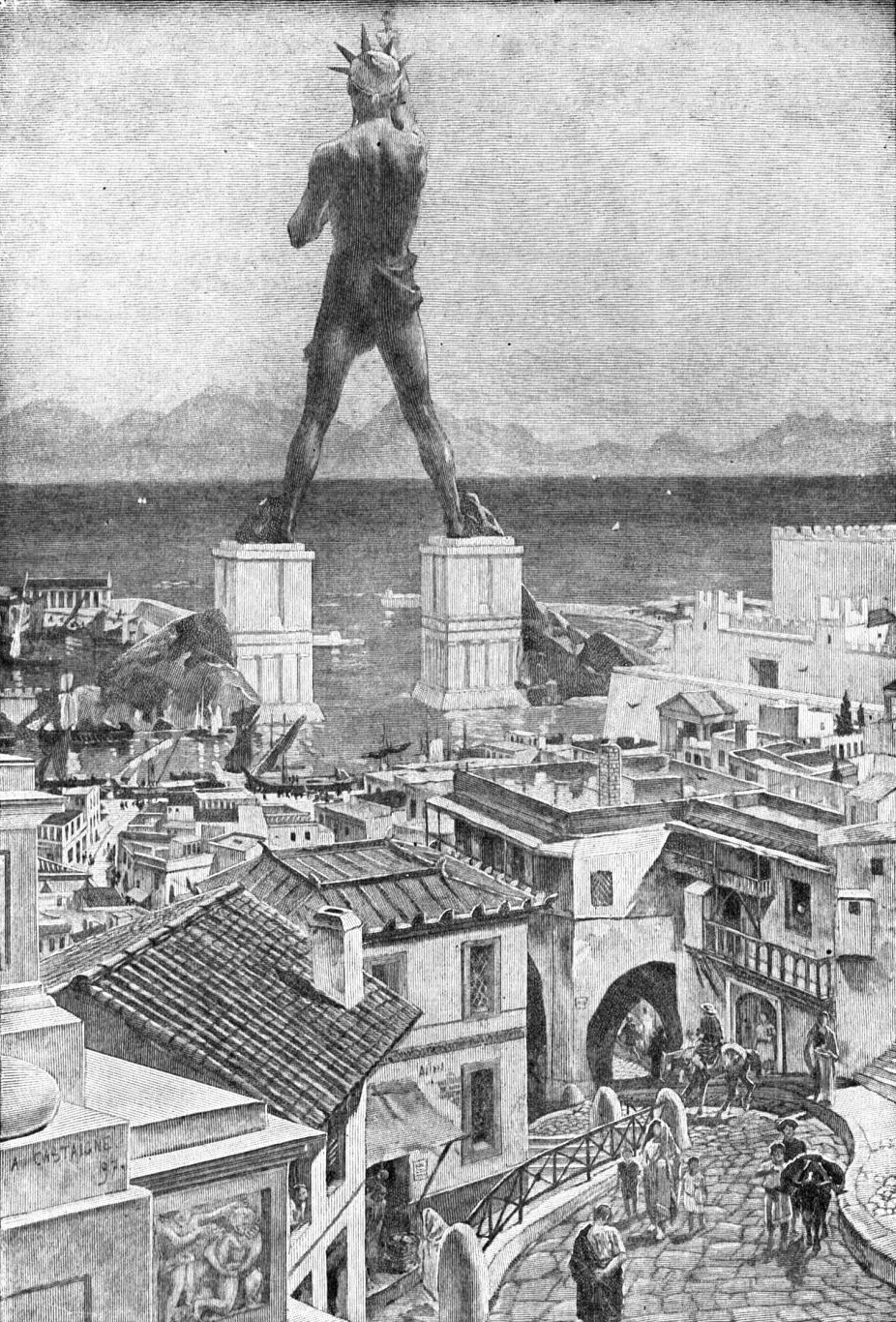
Representação do Colosso de Rodes feita pela Sociedade Grolier no livro The Children's Encyclopædia em 1911

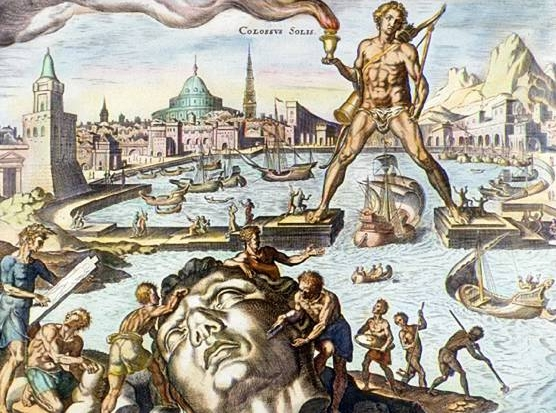
Uma gravura representando a estátua, provavelmente desenhada no século XVI

O Colosso no sopé do porto é uma fantasia da imaginação medieval baseada na menção do texto dedicado à estátua que diz "sobre a terra e o mar" duas vezes e nos escritos de um visitante italiano que em 1395 notou que a tradição local sustentava que o pé direito estava onde a igreja de São João do Colosso estava então localizada. Muitas ilustrações posteriores mostram a estátua com cada pé em um lado da boca do porto, sendo que os navios passavam sob ela. Referências a essa concepção também são encontradas em obras literárias. Cássio de Shakespeare em Júlio César (I, II, 136-38) diz:
Porque homem, ele inclui o mundo estreito

Como um Colosso, e nós homens insignificantes

Caminhamos debaixo de suas pernas enormes e espiamos

Para encontrarmos sepulturas desonrosas
(a caminhada pode sugerir um Colosso localizado em terra em vez de atravessado pela água). Shakespeare também faz alusões ao Colosso em Troilo e Créssida (V.5) e em Henrique IV, Parte 1 (V.1).
"O Novo Colosso" (1883), um soneto de Emma Lazarus gravado em uma placa de bronze e montado dentro do pedestal da Estátua da Liberdade em 1903, contrasta o último com:
O gigante descarado da fama grega

Com os membros conquistadores montados de terra a terra
Enquanto essas imagens fantásticas alimentam o equívoco, a mecânica da situação revela que o Colosso não poderia ter se escarranchado no porto como descrito na Biblioteca Clássica de John Lemprière. Se a estátua terminada tivesse sido montada no porto, toda a entrada do porto teria que ser fechada eficazmente durante a construção e o povo de Rodes não tinha os meios para dragar e reabrir o porto após a construção. Além disso, a queda da estátua teria bloqueado o porto e, uma vez que os antigos habitantes da cidade não tinham a capacidade de remover a estátua caída, ela não teria permanecido visível em terra pelos próximos 800 anos, como dito acima. Mesmo negligenciando estas objeções, a estátua era feita de bronze e análises de engenharia indicam que não poderia ter sido construída com suas pernas separadas sem colapsar em seu próprio peso. Muitos pesquisadores têm considerado posições alternativas para a estátua que teriam tornado mais viável a sua construção. Também não há provas de que a estátua tinha uma tocha no alto; os registros dizem simplesmente que após a conclusão, o povo da Rodes ateou fogo à "tocha da liberdade". Um relevo em um templo próximo mostra Hélios em pé com uma mão protegendo seus olhos (semelhante a uma saudação militar) e é bem possível que o Colosso tenha sido construído com a mesma postura. Embora não saibamos como era a estátua, temos uma boa ideia de como a cabeça e o rosto pareciam, visto que havia um padrão na época. A cabeça teria cabelos encaracolados com uma coroa com "raios" uniformemente espaçados de bronze ou de prata irradiando, semelhante às imagens encontradas em moedas de Rodes contemporâneas.

## Destruição

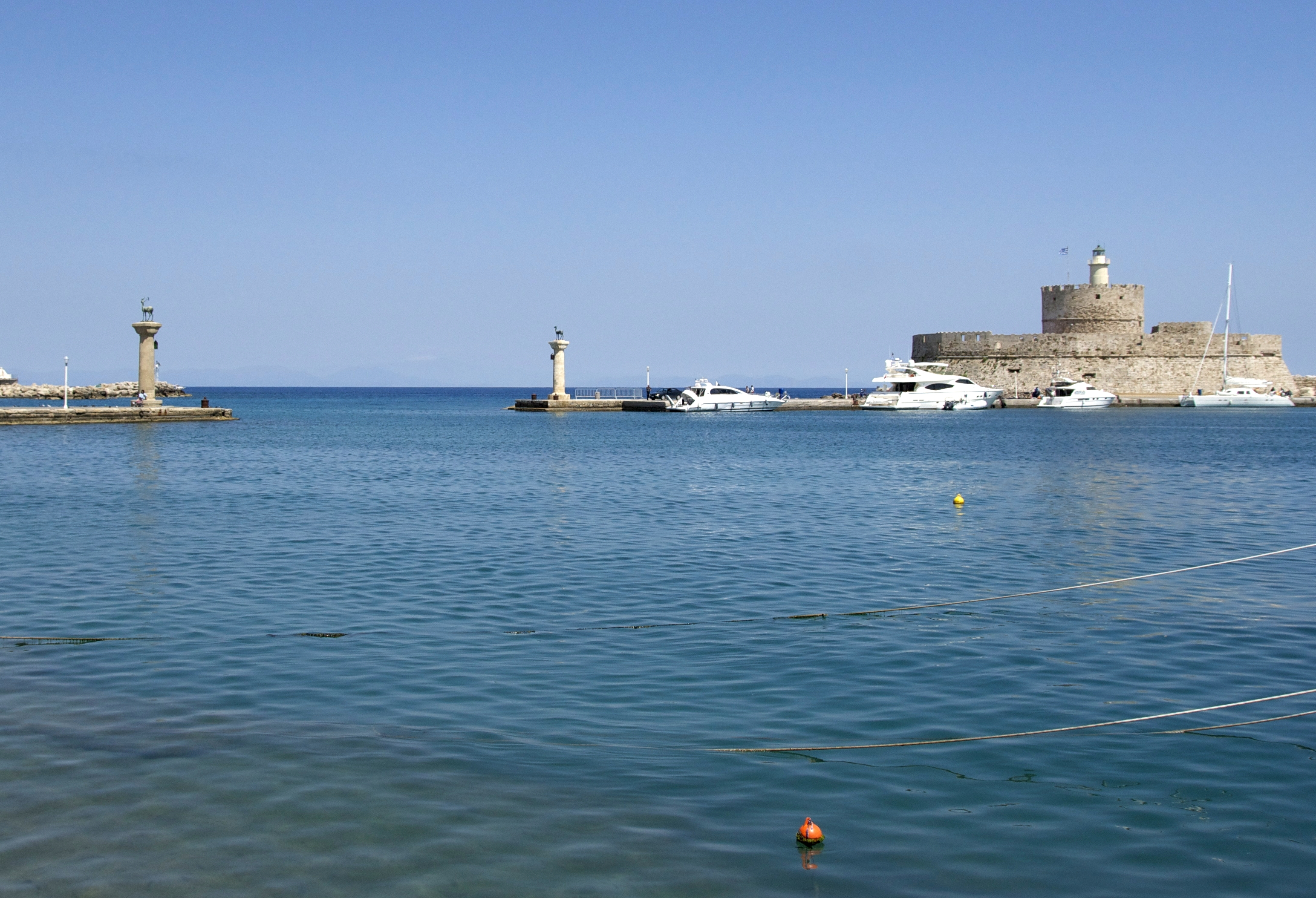
A entrada do antigo porto, onde se situava o colosso

A estátua ficou em pé por 54 anos até que Rodes foi atingida por um terremoto em 226 a.C., quando danos significativos também foram feitos em grandes porções da cidade, incluindo o porto e edifícios comerciais, que foram destruídos. A estátua teve os joelhos quebrados e caiu sobre o chão. Ptolomeu III ofereceu-se para pagar a reconstrução da estátua, mas o oráculo de Delfos fez os ródios recearem que eles tinham ofendido Hélios e eles se recusaram a reconstruir o monumento.
Os restos ficaram no chão como descrito por Estrabão (xiv.2.5) por mais de 800 anos e, mesmo quebrados, eles eram tão impressionantes que muitos viajaram apenas para vê-los. Plínio, o Velho, observou que poucas pessoas poderiam envolver seus braços ao redor do polegar caído e que cada um de seus dedos era maior que a maioria das estátuas.
Em 653, uma força árabe sob o comando do califa omíada Moáuia I capturou Rodes e, de acordo com A Crônica de Teófanes, o Confessor, a estátua foi derretida e vendida a um comerciante judeu de Edessa que carregou o bronze em 900 camelos. A destruição árabe e a suposta venda a um judeu possivelmente se originaram como uma metáfora poderosa para o sonho de Nabucodonosor II de destruir uma grande estátua.
A mesma história é registrada por Bar Hebreu, que escreveu em siríaco no século XIII em Edessa: (após o saque árabe de Rodes) "E um grande número de homens puxou cordas fortes que estavam amarradas ao Colosso de bronze que havia na cidade e puxaram-no para baixo, e pesaram três mil cargas de bronze de Corinto, e venderam-na a um certo judeu de Emesa" (a atual cidade síria de Homs). Teófanes é a única fonte desse relato e todas as outras fontes podem ser rastreadas até ele.

## Localização das ruínas
Ursula Vedder sugere que o Colosso nunca esteve no porto, mas foi parte da acrópole de Rodes, em uma colina atualmente chamada de Monte Smith, que tem vista para a área do porto. O templo no topo do Monte Smith é tradicionalmente pensado para ser dedicado a Apolo, mas de acordo com Vedder, seria o santuário Hélio. As enormes bases de pedra no local do templo, cuja função não é definitivamente conhecida pelos estudiosos modernos, são propostas por Vedder como a plataforma de apoio do Colosso.
A fortaleza de São Nicolau também é postulada como uma possível localização. O piso do forte contém um círculo anômalo de blocos de arenito que pode ter sido a fundação da estátua, enquanto blocos curvos de mármore incorporados na estrutura, muito finamente cortados, podem ser os restos de uma base de mármore que estava sobre a base de arenito.

## Novo Colosso
Em dezembro de 2015, um grupo de arquitetos europeus anunciou planos para construir um colosso moderno na entrada do porto, apesar de uma preponderância de provas e opinião acadêmica de que o monumento original não ficava lá. A nova estátua, com 150 metros de altura (cinco vezes maior que a original) custaria cerca de 283 milhões de dólares, financiados por doações privadas e crowdsourcing. A estátua incluiria um centro cultural, uma biblioteca, uma sala de exposições e um farol. Além disso, seria revestida por painéis solares. No entanto, nenhum plano desse tipo foi executado e o site do projeto ficou fora do ar.